# Синайский, Виктор Александрович
Ви́ктор Алекса́ндрович Сина́йский (1893—1968) — русский советский скульптор, представитель ленинградского академизма, ассоциируемый с соцреалистической традицией, педагог.

## Биография
Родился 21 октября (2 ноября) 1893 года в Мариуполе в еврейской семье. Племянник педагога-словесника Константина Григорьевича Житомирского. Отец, служащий пароходной компании, рано оставил семью и воспитанием четверых детей занималась мать. Брат — Григорий Александрович Синайский (?—1953), фотограф, владелец фотоателье в Мариуполе на улице Харлампиевской, 19. Двоюродные братья — математик Онуфрий Константинович Житомирский (1891—1942), эпидемиолог и микробиолог Виктор Константинович Житомирский (1894—1954) и учёный в области авиационного моторостроения Валентин Константинович Житомирский (1896—1977).
В 1913—1916 годах учился в Одесском художественном училище; его руководителем и первым учителем живописи был Кириак Костанди. Затем, в 1917—1920 годах учился в петроградской Академии художеств у Г. Р. Залемана, В. А. Беклемишева, А. Т. Матвеева. Преподавал в ней (с перерывами) в течение 1921—1951 годов. В мастерской Матвеева сначала работал ассистентом, а с 1920 по 1951 годы — преподавателем. В 1924—1925 гг. преподавал в Уральском художественном техникуме. Был профессором ИЖСА, где преподавал на скульптурном факультете. 

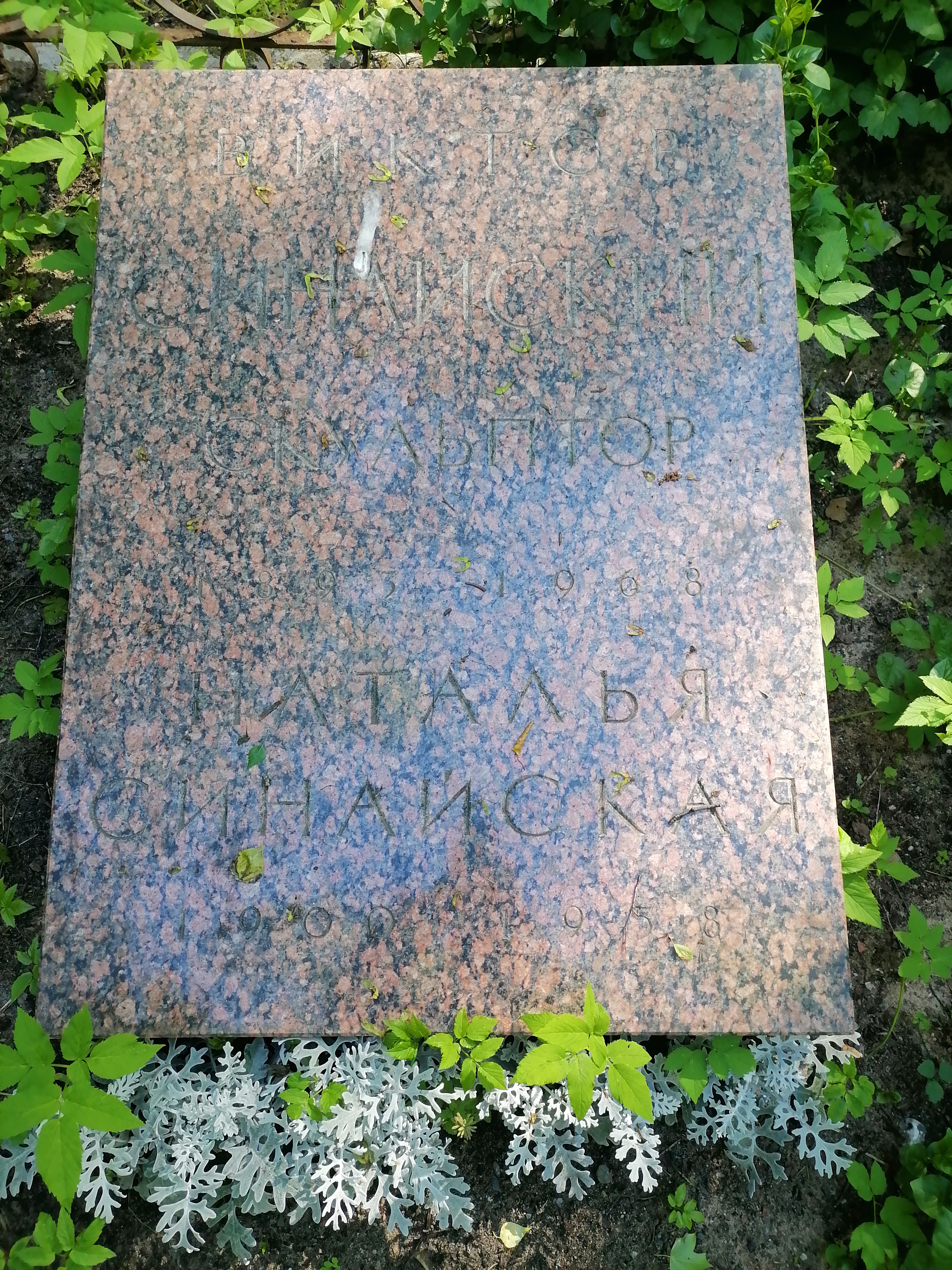
Могила на Большеохтинском кладбище

С 1951 по 1965 годы преподавал в Ленинградском художественно-промышленном училище. Среди его известных учеников — Михаил Аникушин, Ирина Карачакова-Картина и Сергей Санакоев.
В. А. Синайский известен не только как скульптор, но и как мастер декоративного рельефа. В Ленинграде он принимал участие в оформлении строящихся архитектурных ансамблей.
Умер 27 января 1968 года в Ленинграде. Похоронен на Большеохтинском кладбище (Киевская дорога); на могиле — плита из красного гранита.

## Творчество
Участвовал в осуществлении ленинского плана монументальной пропаганды (бюст Ф. Лассаля, гипс, 1918, не сохранился; вариант — гранит, 1921, Русский музей, Ленинград).
В 1929 году в Ленинграде был установлен памятник физику В. К. Рентгену, также выполненный В. А. Синайским.
Среди лучших произведений Синайского — «Молодой рабочий», бронза, 1937, Третьяковская галерея; памятник Н. А. Добролюбову в Ленинграде, бронза, гранит (1950—1959); памятник Ф. И. Шубину в Михайловском саду, бронза, гранит, 1959.

## Семья
Жена — Наталия Александровна (1900—1958), дочь Александра Львовича Бабошина (1872—1938), профессора Горного института. 
Их дочь — Татьяна (в замужестве Сперанская, 1921—1979).